# 席勒广场 (德累斯顿)

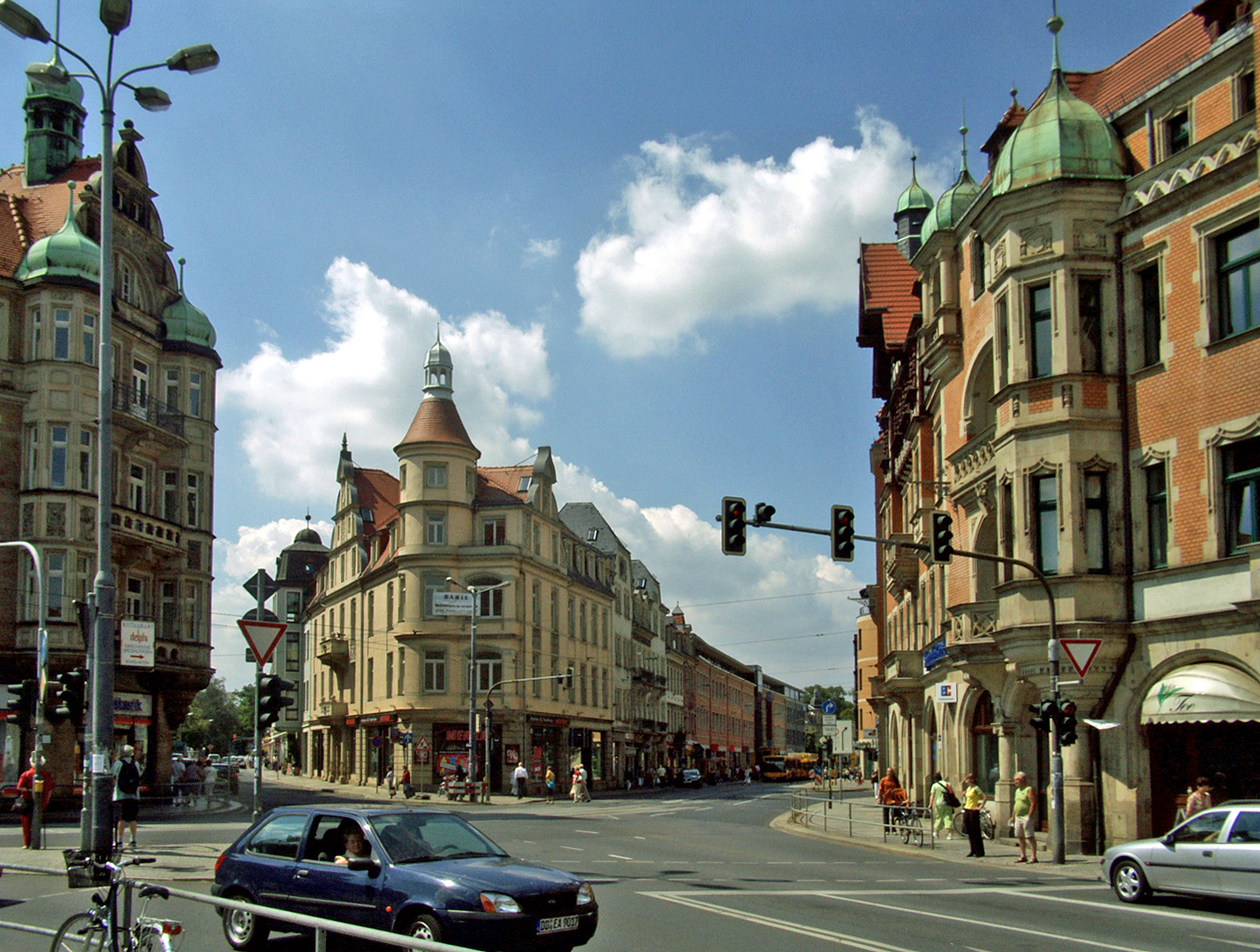
席勒广场

席勒广场（德語：Schillerplatz）是德国萨克森州首府德累斯顿的一个广场，位于布拉瑟维茨区。
这是一片历史悠久的绿地，创建于6世纪，重新设计于1893年左右。
这里也是市中心之外的交通枢纽。广场的一侧是洛施维茨大桥（Loschwitzer Brücke），又名蓝色惊奇（Blaues Wunder）。Tolkewitzer Straße、Bruckner Straße、Hüblerstraße、Naumannstraße、洛施维茨大街（Loschwitzer Straße）等街道交汇于此。
广场以诗人弗里德里希·席勒（Friedrich Schiller）命名，其周围区域现在被视为布拉泽维茨区的“区域中心”。